# 152-мм гаубица образца 1943 года (Д-1)
152-мм гаубица образца 1943 года (Д-1, индекс ГАУ — 52-Г-536А) — советская гаубица периода Второй мировой войны. Это орудие серийно выпускалось с 1943 по 1949 год, состояло или до сих пор состоит на вооружении армий многих стран мира, использовалось практически во всех значимых войнах и вооружённых конфликтах середины и конца XX века. Принятие на вооружение в 1943 году мобильной и мощной гаубицы Д-1 повысило возможности танковых и моторизованных частей Советской армии по прорыву заранее и хорошо укреплённых оборонительных полос и районов противника.

## История создания
В 1941 году по ряду причин было прекращено серийное производство 152-мм гаубиц образца 1938 года (М-10). По мнению российского историка М. Н. Свирина, в их числе были:
- дефицит мощных тягачей, способных эффективно осуществлять буксировку М-10;
- высокая металлоёмкость и сложность в производстве лафета;
- сложность ремонта и обслуживания орудия;
- занятость заводов № 9 и № 172 мобилизационными заданиями по массовому производству других орудий — гаубиц М-30 и гаубиц-пушек МЛ-20, потеря завода № 352; в результате М-10 стало негде выпускать.

Одной из причин прекращения производства М-10 могло стать также упразднение в 1941 году корпусного звена в РККА (большинство стрелковых корпусов было расформировано в августе — сентябре 1941 года) и, как следствие, корпусной артиллерии. Кроме того, 152-мм гаубицы были исключены из дивизионной артиллерии. В свете этих решений 152-мм гаубицы в 1942 году в СССР не производились; таким образом, советские войска лишились мобильных, но мощных орудий, особенно необходимых в артиллерии корпусного звена. Однако в том же году в СССР начали вновь формироваться стрелковые корпуса, и, соответственно, корпусный уровень организационно-штатной структуры артиллерии был введён повторно. Для корпусной артиллерии превосходная гаубица-пушка МЛ-20 не подходила из-за большой массы (то есть низкой мобильности и достаточно высокой стоимости), а дивизионная 122-мм гаубица М-30 — из-за недостаточной огневой мощи.
Поэтому в конце 1942 года КБ известного советского конструктора Ф. Ф. Петрова (ОКБ-9) начало в инициативном порядке проектировать новую 152-мм гаубицу, представляющую собой наложение ствольной группы 152-мм гаубицы обр. 1938 г. (М-10) на лафет 122-мм гаубицы обр. 1938 г. (М-30). Для смягчения отдачи на менее массивный по сравнению с гаубицей М-10 лафет орудие пришлось оснастить двухкамерным дульным тормозом. Такой подход позволил создать лёгкую, но мощную гаубицу с использованием уже освоенных в производстве комплектующих, что было немаловажно в условиях военного времени.
В начале 1943 года Ф. Ф. Петров известил народного комиссара вооружений Д. Ф. Устинова о новом проекте. 13 апреля 1943 года Д. Ф. Устинов сообщил Ф. Ф. Петрову о решении Государственного комитета обороны (ГКО) о поставке 5 экземпляров новой гаубицы к 1 мая 1943 года для полигонных испытаний. 5 мая две гаубицы поступили на испытания, которые были закончены уже через два дня. 7 мая по результатам испытаний был подписан отчёт, в котором орудие, после устранения ряда несущественных недостатков, рекомендовалось к принятию на вооружение. Постановлением ГКО от 8 августа 1943 года орудие было принято на вооружение под официальным наименованием «152-мм гаубица обр. 1943 г.»
Серийное производство было начато через полтора месяца.

## Производство
30 января 1943 года было приянто постановление ГКО СССР об увеличении производства корпусов 122-мм и 152-мм снарядов и взрывателей РГМ и Д-1.
Серийный выпуск гаубиц Д-1 начался в конце 1943 года. Их производство велось исключительно на заводе № 9 и продолжалось до 1949 года. Однако во время войны это орудие не пошло в крупную серию по причине крайней загруженности завода № 9 выпуском 122-мм гаубицы М-30. Негативным следствием этого обстоятельства для РККА стал дефицит мощных 152-мм гаубиц в корпусной артиллерии.
| Производство Д-1 |      |      |      |      |      |      |      |       |
| Год              | 1943 | 1944 | 1945 | 1946 | 1947 | 1948 | 1949 | Итого |
| Изготовлено, шт. | 84   | 258  | 715  | 1050 | 240  | 240  | 240  | 2827  |

## Описание конструкции
Гаубица Д-1 являлась весьма совершенным для своего времени орудием. Ствол орудия, практически идентичный стволу гаубицы М-10, оснащался двухкамерным дульным тормозом ДТ-3. К основным конструктивным особенностям ствольной группы гаубицы Д-1 относятся переменная длина отката, затвор поршневого типа, гидравлический тормоз отката и гидропневматический накатник. Заряжание раздельное гильзовое, всего для орудия предусматривалось 8 различных метательных зарядов.
Лафет орудия почти идентичен с лафетом гаубицы М-30. Станины на орудиях первых серий были клёпаными, затем их стали делать сварными. Орудия поздних серий дополнительно оснащались катками для перекатывания вручную. Все гаубицы Д-1 комплектовались стальными колёсами с резиновыми пневматическими шинами, колёсный ход снабжался подрессориванием. Передка орудие не имело, транспортировка осуществлялась исключительно механической тягой. Допустимая скорость перевозки орудия по асфальту или ровной грунтовой дороге составляла до 40 км/ч, по булыжной мостовой — до 30 км/ч, а по бездорожью — до 10 км/ч. Для защиты расчёта от пуль и мелких осколков гаубица Д-1 имела щитовое прикрытие.

## Организационно-штатная структура
Гаубицы Д-1 предназначались для вооружения корпусной артиллерии и частей резерва Верховного Главного Командования (РВГК). Организационно-штатная структура стрелковых корпусов в 1944 году включала артиллерийские полки пятибатарейного состава (20 орудий), в состав которых и входили гаубицы Д-1 наряду с другими 152-мм гаубицами, 122-мм пушками А-19, 152-мм гаубицами-пушками МЛ-20 и 107-мм пушками обр. 1910/30 гг. В составе артиллерии РВГК были гаубичные полки (48 гаубиц) и тяжёлые гаубичные бригады (32 гаубицы). В свою очередь, полки и бригады могли объединяться в артиллерийские дивизии.

## Боевое применение
Гаубицы Д-1 активно использовались на завершающем этапе войны, в 1944—1945 годах. Орудие использовалось для стрельбы с закрытых позиций по окопанной и открыто расположенной живой силе противника, его фортификациям и заграждениям, для контрбатарейной борьбы и уничтожения важных объектов во вражеском ближнем тылу. Для поражения танков и самоходок противника при самообороне с успехом использовался бетонобойный снаряд. У артиллеристов Д-1 снискала себе репутацию надёжного и точного при стрельбе орудия.

### После распада СССР
Гаубицы Д-1 состояли на вооружении Советской армии большую часть Холодной войны. Лишь в 1980-е гг. последние образцы в дальневосточных военных округах были заменены на Д-20.
Используются Россией во время вторжения на Украину. Использование Д-1 российской стороной задокументировано в октябре 2023 года в боях под Авдеевкой.

## Д-1 за рубежом
Гаубица Д-1 продавалась или передавалась в большое количество стран мира. Она состояла на вооружении государств-участников организации Варшавского договора, например, Польши. После распада СССР она сохранилась на вооружении армий некоторых стран СНГ, а также вооружённых сил Китая, Афганистана, Ирака, Венгрии, Мозамбика, Сирии, Вьетнама, Кубы, Албании и ряда других государств.

## Опытные образцы на базе Д-1
За время производства конструкция орудия в целом значительно не менялась. Однако на базе ствольной группы гаубицы Д-1 была предпринята попытка разработать её танковый вариант. Переход Красной армии к активным наступательным действиям в середине 1943 года и большая надобность в мобильных средствах по борьбе со вражескими укреплениями неожиданно реанимировали концепцию «артиллерийского» тяжёлого танка КВ с мощной гаубицей вместо штатной 76-мм пушки — фактически возврат к КВ-2. Вероятно, причиной такого поворота событий было снятие с производства средних штурмовых орудий СУ-122 и отвлечение тяжёлых СУ-152 на противотанковые нужды. Главный конструктор завода № 9 Ф. Ф. Петров быстро разработал танковый вариант гаубицы Д-1 путём установки её на монтировку 85-мм танковой пушки Д-5. Такой «гибрид» двух артиллерийских систем получил сначала «совмещённый» индекс Д-1-5, который позже превратился в официальное обозначение Д-15. Было изготовлено одно опытное орудие Д-15, которое отправили танкостроителям в Челябинск, но сведений о его монтаже в башне танка КВ-85 не имеется. С другой стороны, уже в октябре 1943 года ожидались новые танки ИС-2, вооружённые мощной 122-мм пушкой, и САУ ИСУ-152 на их базе, поэтому надобность в специализированном артиллерийском танке отпала, проект установки Д-15 на шасси КВ был закрыт.

## Проекты САУ, вооружённых гаубицей Д-1
Несмотря на отсутствие надобности в танковом варианте Д-1, гаубицей Д-15 заинтересовались конструкторы средних самоходных установок на базе танка Т-34 во главе с Л. И. Горлицким. Снятие с производства СУ-122, жалобы фронтовых командиров на недостаточную огневую мощь СУ-85 против долговременных и сильных деревянно-земляных огневых точек противника привели к началу разработок проектов средних САУ на базе танка Т-34, вооружённых более мощными орудиями, чем 85-мм пушка Д-5С. Одним из таких проектов была САУ СУ-Д15, где основным вооружением была опытная гаубица Д-15 завода № 9. Рассмотрение проекта специальной комиссией привело к его положительной оценке, возможность изготовления и боевая ценность такой САУ не подвергались сомнению. Однако комиссия также отметила и недостатки — малый возимый боезапас, перегрузку передних катков машины. Вооружение средних САУ столь мощными орудиями было признано излишним в свете развёрнутого серийного производства тяжёлых ИСУ-152, в металле СУ-Д15 не изготавливалась. Однако проектный опыт по размещению в средней САУ мощной артиллерийской системы пригодился впоследствии при разработке истребителя танков СУ-100.

## Оценка проекта
Гаубица Д-1, как минимум, не уступала по своим характеристикам лучшим мировым образцам орудий такого класса. Она вполне удовлетворяла требованиям РККА по мобильности, мощности и дальности стрельбы. Широкое распространение Д-1 по странам мира и её служба в национальных армиях до конца 80-х годов служат этому достаточным подтверждением.
| ТТХ 152-мм советских гаубиц времён Великой Отечественной войны и их зарубежных аналогов |                |               |                                                                         |                   |                         |           |                     |                |                |               |
| Характеристика                                                                          | М-10 обр.38 г. | Д-1 обр.43 г. | 15 cm sFH 18                                                            | 15 cm vz. 37      | da 149/19               | 155 mm M1 | BL 5.5-inch         | 15 cm m/39     | L/22 M. 1929   | Тип 96        |
| Государство                                                                             | Флаг СССР      | Флаг СССР     | Красный флаг, в центре которого находится белый круг с чёрной свастикой | Флаг Чехословакии | Флаг Италии (1861—1946) | Флаг США  | Флаг Великобритании | Флаг Швеции    | /              | Флаг Японии   |
| Годы разработки                                                                         | 1937—38        | 1942—43       | 1928—33                                                                 | 1933—37           | 1933—37                 | 1939—41   | 1939—41             | 1938—39        | до 1927        | 1920—34       |
| Годы производства                                                                       | 1939—41        | 1943—49       | 1933—45                                                                 | 1938—39           | 1939—45                 | 1942—45   | 1941—45             | 1939—46        | 1929—31        | 1937—45       |
| Построено, шт.                                                                          | 1338           | 2827          | 5403                                                                    | 138               | 147                     | 10 300    | 1679                | 113            | 24             | 440           |
| Масса в боевом положении, кг                                                            | 4150           | 3600          | 5512                                                                    | 5200              | 5650                    | 5427      | 6190                | ?              | 5165           | 4140          |
| Масса в походном полож., кг                                                             | 4550           | 3640          | 6304                                                                    | 5720              | 5780                    | 5800      | ?                   | ?              | 5675           | 4920          |
| Калибр, мм                                                                              | 152,4          | 152,4         | 149,1                                                                   | 149,1             | 149,1                   | 155       | 139,7               | 149,1          | 149,1          | 149,1         |
| Длина ствола, клб                                                                       | 23,1           | 23,1          | 29,5                                                                    | 24                | 20,4                    | 23        | 29,8                | 24             | 22             | 23,6          |
| Масса ОФ-гранаты, кг (тип)                                                              | 40 (ОФ-530)    | 40 (ОФ-530)   | 43 (SprGr.)                                                             | 42 (vz. 37)       | 42,5 (Mod. 32)          | 43 (M107) | 37,2 (Mk. 3D)       | 41,5 (m/39-40) | 38,5 (M. 1927) | 31,3 (Тип 92) |
| Макс. начальная скорость, м/с                                                           | 508            | 508           | 520                                                                     | 580               | 597 (31,8 кг граната)   | 563       | 590                 | 580            | 635            | 540           |
| Дульная энергия, МДж                                                                    | 5,16           | 5,16          | 5,81                                                                    | 7,06              | 7,57                    | 6,81      | 7,12                | 6,98           | 7,76           | 4,56          |
| Макс. дальнобойность, м                                                                 | 12 400         | 12 400        | 13 250                                                                  | 15 100            | 14 250                  | 14 955    | 16 600              | ~15 000        | 15 300         | 11 900        |
| Углы ВН, град                                                                           | −1…+65         | −3…+63        | −1…+43                                                                  | −5…+70            | −3…+60                  | −2…+63    | −5…+45              | −5…+65         | 0…+45          | −1…+65        |
| Сектор ГН, град                                                                         | 50             | 35            | 56                                                                      | 90                | 50                      | 50        | 60                  | 45             | 40             | 30            |

Для сравнения, наиболее массовая немецкая 15-см тяжёлая полевая гаубица s.F.H.18 имела максимальную дальность стрельбы 13 325 м, превосходя Д-1 почти на километр; но одновременно была почти на 2 тонны тяжелее (походная масса 5510 кг), что сильно ограничивало подвижность. Более совершенную гаубицу s.F.H.36, обладающую отличными характеристиками (дальность стрельбы 12 500 м, масса в походном положении 3500 кг) немцам в крупносерийное производство запустить не удалось. Чешская 150-мм гаубица Škoda K4 (немецкое название s.F.H.37(t)) имела дальность стрельбы 15 750 м и массу 5730 кг, существенно превосходя Д-1 по дальности стрельбы, но при этом сильно уступая в мобильности (это орудие ближе к мощным гаубицам-пушкам). То же самое можно сказать про итальянскую 150-мм гаубицу образца 1937 года (итал. Obice da 149/19 modello 37) фирмы «Ансальдо» (14 250 м, 5500 кг) и американскую 155-мм гаубицу M114 (14 600 м, 5800 кг). Французские 155-мм гаубицы Шнейдера обр. 1917 года (фр. Canon de 155 C modèle 1917 Schneider) уступали Д-1 как по дальности стрельбы (11 200 м), так и по массе (4300 кг), и к началу Второй мировой войны явно устарели, как и британские 6-дюймовые гаубицы Виккерса (англ. BL 6-inch 26 cwt howitzer), созданные в 1915 году.

## Характеристики и свойства боеприпасов
Вместе с баллистическим решением Д-1 унаследовала от М-10 и выстрелы, созданные на основе выстрелов для гаубицы обр. 1909/30 г., но с добавлением более мощных зарядов. Она могла стрелять всем ассортиментом 152-мм гаубичных снарядов, за исключением мортирной фугасной гранаты 53-Ф-521, стрельба которой из гаубиц М-10, Д-1 и гаубицы-пушки МЛ-20, была категорически запрещена.
При установке взрывателя осколочно-фугасной гаубичной гранаты ОФ-530 на осколочное действие её осколки разлетаются на площади 2100 м²: 70 м по фронту и до 30 м в глубину. Если взрыватель установлен на фугасное действие, то при взрыве гранаты в грунте средней плотности образуется воронка диаметром 3,5 м и глубиной около 1,2 м.
Кумулятивный снаряд 53-БП-540 пробивал под углом 90° — 250 мм, 60° — 220 мм, 30° — 120 мм; в ходе Великой Отечественной войны не применялся.
Бетонобойный снаряд 53-Г-530 с начальной скоростью 457 м/с на первом заряде проникал в удалённую на 1 км железобетонную стенку при попадании по нормали (окончательная скорость 398 м/с) на 80 см и разрывался внутри неё, обеспечивая пробитие 114 см железобетона.
Метод изготовления бетонобойных снарядов для гаубицы Д-1 влиял на их боевые характеристики: снарядом 53-Г-530Ш можно было стрелять на полном (самом мощном) заряде, а снарядом 53-Г-530 — категорически запрещалось, во избежание его разрыва в канале ствола орудия. Максимально дозволенным для 53-Г-530 зарядом был первый, соответственно начальная скорость и глубина углубления в бетон у него были меньше, чем у 53-Г-530Ш.
Для стрельбы из гаубицы предусматривалось 8 видов метательных зарядов. Для осколочных, осколочно-фугасных и бетонобойных снарядов предназначались 7 зарядов, получаемых из полного заряда 54-Ж-536 последовательным удалением равновесных пучков пороха. Таким образом в порядке убывания мощности получались первый, второй, третий, четвёртый, пятый и шестой заряды. Для стрельбы кумулятивным снарядом 53-БП-540 предназначался «специальный» заряд.
К концу 1950-х годов из боекомплекта гаубицы Д-1 были изъяты все снаряды старых типов, и в нём остались только осколочная граната 53-О-530, осколочно-фугасная граната 53-ОФ-530, кумулятивный снаряд 53-БП-540 и бетонобойные снаряды 53-Г-530 и 53-Г-530Ш.
| Номенклатура боеприпасов |                |               |                   |                 |                    |                                 |                                     |
| Индекс выстрела          | Индекс снаряда | Индекс заряда | Масса снаряда, кг | Масса ВВ/ОВ, кг | Масса выстрела, кг | Начальная скорость снаряда, м/с | Максимальная дальность стрельбы, км |
| Кумулятивные             |                |               |                   |                 |                    |                                 |                                     |
| 3ВБП1                    | 53-БП-540      | 4Ж5           | 27,67             | 5,6             | 36                 | 560                             | 3                                   |
| Бронебойные              |                |               |                   |                 |                    |                                 |                                     |
| 53-ВФ-536М               | А3-ПБ-35       | 54-Ж-536М     | 51,07             | 3,15            |                    | 432                             | 5                                   |
| Бетонобойные             |                |               |                   |                 |                    |                                 |                                     |
| 53-ВГ-534                | 53-Г-530       | 54-Ж-534      | 40                | 5,1             |                    | 405                             | 10,14                               |
| 53-ВГ-536                | 53-Г-530       | 54-Ж-536      | 40                | 5,1             | 48                 | 457                             | 11,2                                |
| 53-ВГ-536                | 53-Г-530Ш      | 54-Ж-536/4Ж13 | 40                | 4,9             | 48                 | 508                             | 12,33                               |
| Осколочные               |                |               |                   |                 |                    |                                 |                                     |
| 53-ВО-534А               | 53-О-530А      | 54-Ж-534      | 40                | 5,31            |                    | 405                             | 10,14                               |
| 53-ВО-536А               | 53-О-530А      | 54-Ж-536/4Ж13 | 40                | 5,31            | 48                 | 508                             | 12,39                               |
| Осколочно-фугасные       |                |               |                   |                 |                    |                                 |                                     |
| 53-ВОФ-534               | 53-ОФ-530      | 54-Ж-534      | 40                | 5,83            |                    | 405                             | 10,14                               |
| 53-ВОФ-536               | 53-ОФ-530      | 54-Ж-536/4Ж13 | 40                | 5,83            | 48                 | 508                             | 12,39                               |
| 53-ВОФ-536Р              | 53-ОФ-530Р     | 54-Ж-536/4Ж13 | 40                | 5,43            | 48                 | 508                             | 12,39                               |
| 3ВОФ13                   | 3ОФ9           | 4Ж13          | 40                | 5,43            | 48                 | 508                             | 12,39                               |
| 3ВОФ101                  | 3ОФ66          |               | 40,85             | 7,8             |                    |                                 | 13,7                                |
| Фугасные                 |                |               |                   |                 |                    |                                 |                                     |
|                          | 53-Ф-531       |               | 44,91             | 5,7             |                    |                                 |                                     |
| 53-ВФ-534                | 53-Ф-533       | 54-Ж-534      | 40,41             | 8,0             |                    |                                 |                                     |
| 53-ВФ-534К               | 53-Ф-533К      | 54-Ж-534      | 40,68             | 7,3             |                    |                                 |                                     |
| 53-ВФ-534Н               | 53-Ф-533Н      | 54-Ж-534      | 41                | 7,3             |                    |                                 |                                     |
| 53-ВФ-534У               | 53-Ф-533У      | 54-Ж-534      | 40,8              | 8,8             |                    |                                 |                                     |
| 53-ВФ-534Ф               | 53-Ф-533Ф      | 54-Ж-534      | 41,1              | 3,9             |                    |                                 |                                     |
| Шрапнельные              |                |               |                   |                 |                    |                                 |                                     |
| 53-ВШ-534                | 53-Ш-501       | 54-Ж-534      | 41,16/41,83       | 0,5             |                    |                                 |                                     |
| 53-ВШ-534Т               | 53-Ш-501Т      | 54-Ж-534      | 41,16             | 0,5             |                    |                                 |                                     |
| Осветительные            |                |               |                   |                 |                    |                                 |                                     |
| 3ВС4                     | 3С1            | 4Ж13          | 40,2              | —               | 48,7               | 654                             |                                     |
| Химические               |                |               |                   |                 |                    |                                 |                                     |
|                          | 53-ХС-530      | 54-Ж-536/4Ж13 | 38,8              |                 |                    | 508                             | 12,39                               |
|                          | 53-ХС-530Д     |               | 42,5              | 5,4             |                    |                                 |                                     |
|                          | 53-ХН-530      | 54-Ж-536/4Ж13 | 39,1              |                 |                    | 508                             | 12,39                               |
|                          | 3Х3            |               | 40                | 2,873           |                    |                                 |                                     |
|                          | 3Х3-35         |               | 40                | 2,82            |                    |                                 |                                     |

## На вооружении
- Армения — 2 Д-1, по состоянию на 2024 год[23]
- Кыргызстан — 16 Д-1, по состоянию на 2024 год[23]
- Куба — некоторое количество Д-1, по состоянию на 2024 год[24]. Всего поставлено 50 Д-1 в 1985 году[25].
- Мозамбик — 12 Д-1, по состоянию на 2024 год[23]
- Россия — 20+ Д-1 единиц на вооружении и 500 Д-1 на хранении на 2024 год[23]
- Туркменистан — 17 Д-1, по состоянию на 2024 год[23]

### Бывшие операторы
- СССР
- Афганистан — некоторое количество, по состоянию на 2007 год[26]
- Беларусь — нет по состоянию на 2020 год[27]
- Китай — 1700 Тип-54 (Д-1) и Тип 66 (Д-20) на хранении, по состоянию на 2024 год[28].
- КНДР — некоторое количество, по состоянию на 2007 год[29]
- Руанда — 29 Тип-54 (Д-1) в неисправном, по состоянии на 2024 год[23]

## Памятники
После Великой Отечественной войны гаубицы Д-1 были выставлены во множестве музеев и мемориалов, таких как Центральный музей Вооружённых Сил (Москва), Военно-исторический музей артиллерии, инженерных войск и войск связи (Санкт-Петербург), Саратовский государственный музей боевой славы в Парке Победы, Музей героической обороны и освобождения Севастополя на Сапун-горе, Музей Великой Отечественной войны в Киеве, Технический музей Тольятти, в  (Свердловская область) — в Музей военной техники «Боевая слава Урала» (Верхняя Пышма), Музей ВС РК в Астане, Музей отечественной военной истории (Падиково), экспозиция Музея-панорамы «Сталинградская битва» (Волгоград), мемориалы в Полоцке и Познаньской цитадели в Польше, Мемориальный комплекс «Курская дуга» в Курске, в Парке Победы в Старой Руссе.